# Установка виробництва олефінів у Дун'їні (Huabin)
Установка виробництва олефінів у Дун'їні (Huabin) — виробництво нафтохімічної промисловості у приморській провінції Шаньдун, створене компанією Huabin Chemical.
У 2010-х роках в Китаї з'явився цілий ряд заводів, призначених для синтезу олефінів з метанолу. Деякі з них були частиною вуглехімічних комплексів, проте інші зводили з розрахунку на придбання сировини на ринку. Заводи останнього типу найчастіше з'являлись у приморських провінціях, що надавало гарний доступ як до внутрішнього ринку метанолу, так і до його імпортних поставок. Зокрема, на початку 2015 року стала до ладу така установка в Дун'їні, розрахована на випуск 150 тисяч тонн пропілену та лише 14 тисяч тонн етилену на рік. Завдяки такому співвідношенню продукованих олефінів вона зазвичай характеризується як установка з випуску пропілену (MTP, methanol-to-propylene). В процесі роботи планувалось витрачати три тонни метанолу на одну тонну цільового продукту.
У випадку несприятливого співвідношення цін на метанол та олефіни такі виробництва можуть ставати нерентабельними. Зокрема, установка Huabin Chemical станом на середину 2017 року рахувалась як поставлена на консервацію.
Можливо також відзначити, що майже одночасно із виробництвом Huabin Chemical в тому самому Дун'їні запустила свою установку на основі метанолу компанія Lushenfa Chemical.